# Canet d'en Berenguer (kommun)
Canet d'en Berenguer är en kommun i Spanien.   Den ligger i provinsen Província de València och regionen Valencia, i den östra delen av landet, 300 km öster om huvudstaden Madrid. Antalet invånare är 6 014. Arean är 3,8 kvadratkilometer. Canet d'en Berenguer gränsar till Sagunto.
Terrängen i Canet d'en Berenguer är mycket platt.